# Hot Tottie
Hot Tottie è un singolo del cantante statunitense Usher, pubblicato il 9 agosto 2010 come secondo estratto dal primo EP Versus.

## Descrizione
Il brano è stato scritto da Usher, Ester Dean, Jay-Z (che appare anche come artista ospite) e Polow da Don e presenta i cori di Ester Dean. Nel brano Usher fa uso dell'Auto-Tune.

## Tracce
Promo - Digital Laface - (Sony)
1. Hot Tottie - 4:39

## Classifiche
| Classifica (2010)         | Posizione Massima |
| ------------------------- | ----------------- |
| Canada                    | 62                |
| Regno Unito               | 104               |
| Stati Uniti               | 21                |
| Stati Uniti (R&B/hip-hop) | 9                 |
| Stati Uniti (pop)         | 27                |